# Choszczno
Choszczno (Duits: Arnswalde) is een stad in het Poolse woiwodschap West-Pommeren, gelegen aan het Klukom-meer (Jezioro Klukom) in de powiat Choszczeński, waarvan het de hoofdplaats is. Choszczno behoort tot de gelijknamige gemeente. De oppervlakte bedraagt 19.30 km², het inwonertal 16.173 (2006).
Tot de Tweede Wereldoorlog behoorde Choszczno als Arnswalde tot Duitsland. In april 1945 werd de stad door het Rode Leger veroverd en werd de Duitse bevolking verdreven.
Choszczno heeft een 14de-eeuwse kerk in baksteengotiek, de rooms-katholieke Onze-Lieve-Vrouw van Altijddurende Bijstand (tot 1945: de lutherse Marienkirche). Ook zijn er resten van de middeleeuwse stadsmuur bewaard gebleven.

## Verkeer en vervoer
- Station Choszczno